# Oktanten
Oktanten (Octans på latin) är en svag cirkumpolär stjärnbild på södra stjärnhimlen. Stjärnbilden är en av de 88 moderna stjärnbilderna som erkänns av den Internationella Astronomiska Unionen.
Stjärnbilden har den sydliga polstjärnan, Sigma Octantis, inom sin stjärnbild.

## Historik
Stjärnbilden definierades på 1700-talet av den franske astronomen Nicolas Louis de Lacaille. Först fick den namnet "Octans Hadleianus" för att hedra John Hadley, uppfinnaren av oktanten, det mätinstrument som föregick sextanten.

## Stjärnor

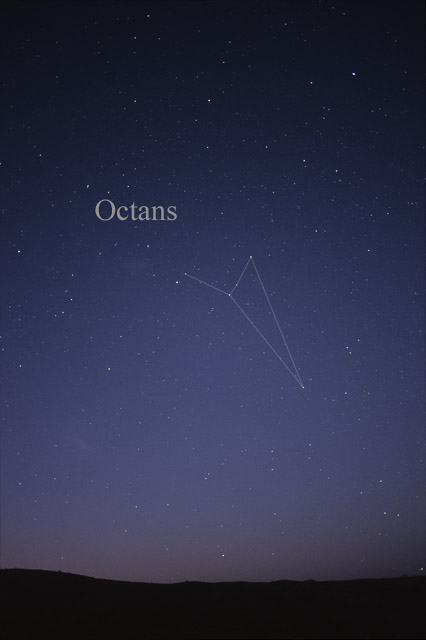
Stjärnbilden Oktanten (Octans) som den kan ses med blotta ögat.

Oktanten är en liten och svag stjärnbild men kan skönjas utan kikare även en kväll med vanliga siktförhållanden.
- ν - Ny Octantis är den ljusstarkaste stjärnan, med en magnitud av 3,76. Den är en orange jättestjärna av spektralklass K1III. Stjärnan har en luminositet av 16 gånger solens, vilket är ovanligt litet för en jättestjärna. Stjärnans beräknade ålder är 12,1 miljarder år.
- β - Beta Octantis är en vit stjärna av spektralklass A9.
- δ - Delta Octantis är en orange jättestjärna av magnitud 4,31.
- θ - Theta Octantis är också en orange jätte av spektraltyp K1, med magnitud 4,79.
- α - Alfa Octantis är en spektroskopisk dubbelstjärna med den kombinerade ljusstyrkan 5,15 och av variabeltypen Beta Lyrae-stjärna.
- σ - Sigma Octantis är för närvarande polstjärna på södra stjärnhimlen och kallas därför ibland Södra Polstjärnan. Som polstjärna är dess ljusstyrka endast 1/25 av Norra Polstjärnans och därför inget att navigera efter. Istället används Södra korset för att ta ut riktningen mot den södra himmelspolen. Stjärnan är en gulvit jätte av spektraltyp F0III, med magnitud 5,42.

## Djuprymdsobjekt
Stjärnbilden innehåller inga Messierobjekt.

### Stjärnhopar
- Collinder 411 är en öppen stjärnhop och den galax som ligger närmaste den södra himmelspolen.

### Galaxer

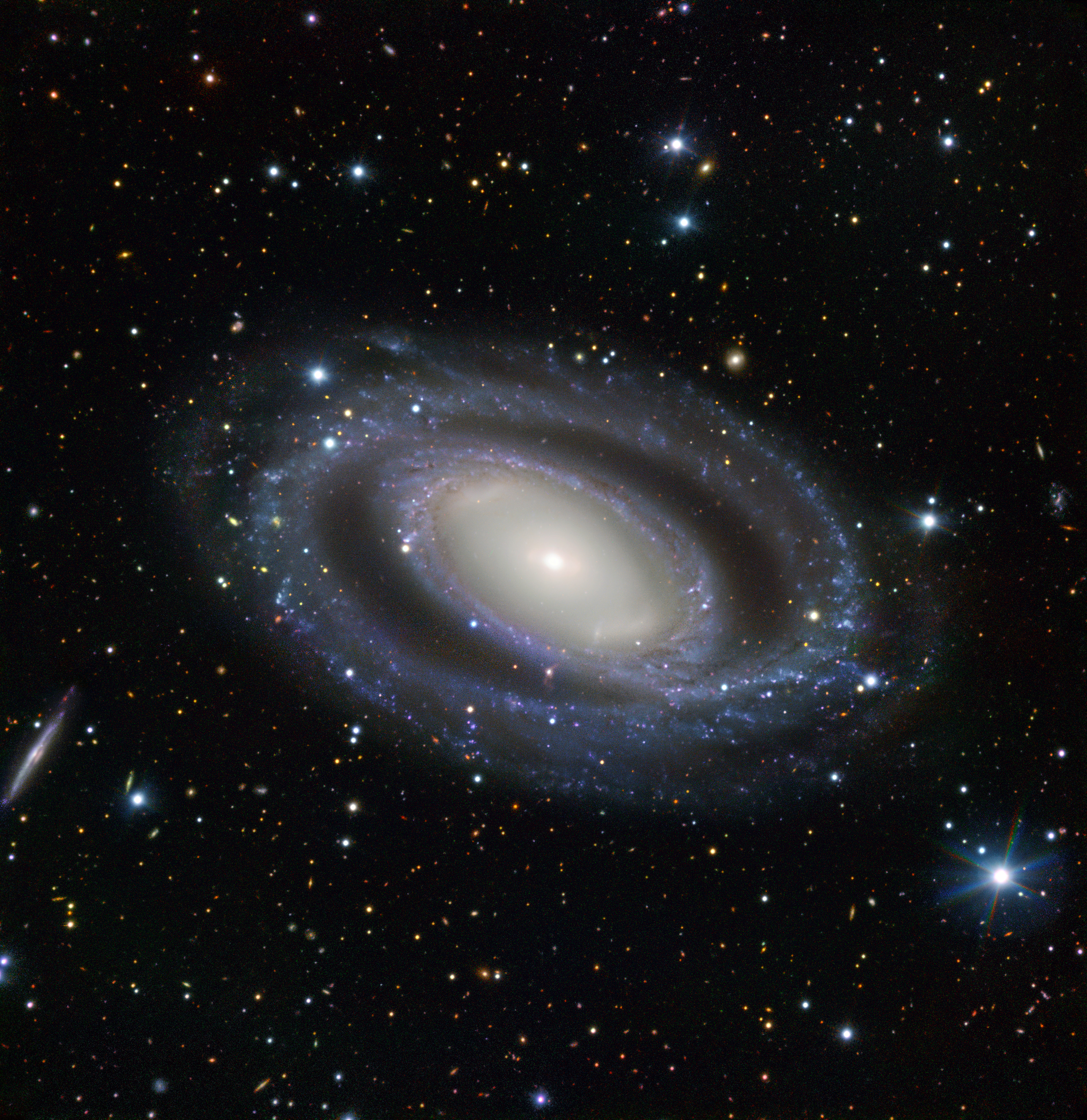
NGC 2573

- NGC 2573 är en  stavgalax.